# ماروین (آلاباما)
ماروین (به انگلیسی: Marvyn) یک منطقهٔ مسکونی در ایالات متحده آمریکا است که در آلاباما واقع شده‌است. ماروین ۱۵۲٫۱ متر بالاتر از سطح دریا واقع شده‌است.